# María Mercedes Maestre Martí
María Mercedes Maestre Martí (València, 13 de juliol de 1904 - València, 24 de gener de 1989) va ser una metgessa valenciana, presidenta del Sindicat Mèdic Valencià (UGT) i sotssecretària del Ministeri de Sanitat republicà, exiliada a Mèxic.

## Trajectòria professional i política
Al 1928 obtingué la llicenciatura en Medicina per la Universitat de València, i es doctorà en pediatria a la Universitat Central de Madrid el 1930. Afiliada a la Unió General de Treballadors i al Partit Socialista Obrer Espanyol, es va mantenir també pròxima als anarquistes valencians per tal com, essent presidenta del sindicat mèdic de la UGT a València, va treballar com a metgessa del Sindicat del Transport d'El Grau, vinculat a la CNT.
S'implicà en la lluita política i la tasca assistencial. Va ser empresonada per haver donat suport a les lluites mineres i la frustrada revolució a Astúries, el 1934. Va fer cursos i conferències en centres i ateneus obrers i va col·laborar en la Revista de Higiene y Tuberculosis en temes relacionats amb la salut infantil.
Durant la guerra civil va desenvolupar diversos càrrecs públics relacionats amb la sanitat i l'assistència social, entre els quals la presidència del Patronat d'Assistència Social de València, creat pel Front Popular, que ocupà des de l'octubre del 1936. A partir d'aquell novembre ocupà la subsecretaria de Sanitat al Ministeri que dirigia Frederica Montseny, des d'on va treballar per a les evacuacions i l'assistència infantil. Membre de la Comissió de Reforma Sexual i del Consell d'Assistència Social, va preparar l'esborrany de decret per a la interrupció voluntària de l'embaràs –com ja havia fet a Catalunya Félix Martí Ibáñez– que no pogué arribar a ser aprovat per la República. Va formar part després del Servei de Transfusió de Sang, amb el doctor Josep Puche, on es va significar, al gener del 1938, per fer arribar sang a l'hospital de Garaballa (Terol).

## Exili
Després d'haver-se mantingut a València fins al final de la guerra, l'1 de març de 1939 va sortir cap a Orà i d'allà partí cap a França, al cap de refugiats de Saint-Étienne, i on va viure durant tres anys, amb el seu company, Emili Navarro Beltrán. fins que pogué anar cap a Mèxic. Va arribar a Veracruz amb el vaixell Nyassa el 22 de maig de 1942, on va exercir la pediatria amb els fills dels exiliats a la Casa Regional Valenciana, el Centre Asturià i el Club Mundet, mentre no deixà de militar com a socialista. Va tornar a principis de la dècada de 1960 i va tornar a exercir a València des del 1964, afiliada a l'Agrupació Socialista.

## Reconeixement i memòria
La ciutat de València ha donat el seu nom a un carrer del barri de la Creu Coberta.